# Антун Кнежевић
Антун Кнежевић је био римокатолички фратар, наставник и књижевник. Рођен је 1834. године у Варцар Вакуфу (данашњем Мркоњић Граду). Његов отац Анто је дошао из Ускопља код Горњег Вакуфа, а мајка Агата Стипић-Ивекић је рођена у Варцар Вакуфу. Одгајио га је фра Грго Кнежевић, стриц његовог оца.
Средњошколско образовање је стекао у фојничком самостану, где га је подучавао фра Маријан Јаковљевић. Студирао је филозофију и теологију у Риму и Сијени. Почео је да учи за фратра 26. априла 1851, а прву мису је одржао 21. септембра 1856. године.
Залагао се за изградњу фрањевачког самостана у Јајцу. Одобрење за обнову тог порушеног самостана је добио 1882. године, а свечано је отворен 1886. У Ливну је покушао основати историјско-географско друштво, али у томе није успео. Бавио се и писањем и највећи број дела је написао и објавио пред крај свог живота. Умро је 22. септембра 1889. током служења мисе у Котор Вароши.

## Службе
- капелан и учитељ у Варцар Вакуфу, 1857.
- капелан у Бугојну, 1858.
- капелан у Царцару, 1864.
- васпитач и професор фрањевачке омладине у Ливну, 1861-1864.
- лектор теологије у Гучој Гори, 1864.
- жупник у Добретићима, 1868.
- духовник омладине у Ђакову, 1868.
- жупник у Варцар Вакуфу, 1873.
- жупник у Ивањској, 1873.
- жупник у новосаграђеном самостану на Петрићевцу, 1875.
- жупник у Јајцу, 1876-1879.
- жупник у Лисковици, 1884-1886.
- жупник у Котор Вароши, до смрти 1889. године.

## Писана дела
- „Риеч попа Гојка Мирошевића својем Бошњаком и Херцеговцем“
- „Риеч хоџе босанског Хаџи Мује Мејовића“
- „Младић босански провиђен у својој учионици за прву годину“
- „Риеч хоџе Петровачког братији Турцима“
- „Сузе Бошњака над гробницом краља свога у Јајцу“
- „Крвава књига“ (1869)
- „Босански пријатељ“ IV (1870)
- „Опет о гробу босанском“
- „Повјесница Фрањевачког самостана у Јајцу“ I-III (1884—1886)
- „Кратка повијест краља босанских“ I-III (1884—1887)
- „Пад Босне“ (1886)
- „Царско-турски намјесници у Босни и Херцеговини“ (1887)
- „Варица“ (1888)